# Rødåret hedelibel
Rødåret hedelibel (Sympetrum fonscolombii) er en art i insektsordenen guldsmede som tilhører familien libeller.

## Kendetegn
Rødåret hedelibels han har rød grundfarve på kroppen, mens hunnen har en mere gulbrunagtig. Vingerne er gennemsigtige med mindre rødgule pletter. Dens vingeribber, især langs vingens forkant, er overvejende rødlige, kun enkelte er sorte. Vingemærket er gulagtigt til gulrødt med sorte kanter. Bagvingens længde er 26-31 millimeter og bagkroppens længde er 24-28 millimeter.

## Udbredelse
Rødåret hedelibel findes i det sydlige Europa og i områder i Afrika og Asien, så langt østover som til Indien. Den er kendt for at ofte foretage lange flytninger og kan tidvis forekomme også i Sverige samt ret regelmæssigt i Storbritannien, Holland og Tyskland. Antageligvis yngler den dog næppe så langt mod nord som i Sverige i større udstrækning.

## Levevis
Rødåret hedelibel findes i mange forskellige slags habitater, fra lavmoser til store søer. 
Udviklingstiden fra æg til imago er et år i det nordlige Europa, og flyvetiden varer fra maj til oktober. I det sydlige Europa kan arten nå at yngle to generationer pr. år og har en flyvetid, som strækker sig ind i november. 